# Мередов, Рашид Овезгельдыевич
Рашид Овезгельдыевич Мередов (туркм. Raşit Öwezgeldiýewiç Meredow; род. 29 мая 1960, Ашхабад, Туркменская ССР, СССР) — туркменский политический и государственный деятель. Министр иностранных дел Туркменистана с 2001 года, заместитель председателя Кабинета министров Туркменистана с 2003 года.
Был директором Национального института демократии и прав человека при президенте Туркменистана, главой парламентского комитета по экономическим вопросам и председателем Меджлиса (парламента Туркменистана), но после критики президентом Сапармуратом Ниязовым снят с этих должностей за «недостаточное усердие и недостаточную приверженность принципам в решении стоящих перед ним задач».
Кандидат юридических наук.
Считается одним из наиболее влиятельных политиков Туркменистана.

## Биография

### Семья
Рашид Мередов родился 29 мая 1960 года в Ашхабаде. Отец — туркмен по национальности, учёный, юрист. Мать — азербайджанка. Родственники Мередова со стороны матери живут в городе Мары, где она сама провела своё детство до переезда в Ашхабад после замужества. Сестра и близкие родственники Мередова так же живут в Мары. В январе месяце муж сестры Мередова, скоропостижно скончался ,туда прибыли со столицы все родственники Мередова.Сестра преподавала в средней школе № 2 города Мары, позже сестра перешла преподавать курсы языков и математики в учебно — образовательный центр города Мары .

### Образование
В 1982 году Мередов окончил юридический факультет Московского государственного университета имени Ломоносова, в 1982—1984 годах — преподаватель кафедры гражданского права и гражданского процесса Туркменского государственного университета им. А. М. Горького. В 1987 году окончил аспирантуру МГУ, защитил диссертацию на соискание научной степени кандидата юридических наук.

### Карьера
В 1982—1987 годах Мередов преподавал гражданское право в Туркменском государственном университете им. А. М. Горького. В 1987—1990 годах был преподавателем, старшим преподавателем кафедры гражданского права и гражданского процесса Туркменского государственного университета им. А. М. Горького.
В 1990—1991 годы: Мередов — главный консультант, начальник отдела, начальник управления Министерства юстиции Туркменистана. С 1991 года работал в Министерстве иностранных дел и аппарате туркменского президента. 1991—1993 годы — заведующий отделом правоохранительных органов Совета по координации деятельности правоохранительных органов при Президенте Туркменистана. С марта 1993-го по 1994 год был заведующим юридического отдела Аппарата Президента Туркменистана.
В 1994 году был избран в Меджлис (парламент Туркменистана). В 1996—1999 годах работал заместителем директора Национального института демократии и прав человека при президенте Туркменистана — ведущей правительственной экспертной организации. Одновременно в 1996 году прошёл краткие курсы в Дипломатической академим МИД России. В мае 1999 года назначен первым заместителем министра иностранных дел. В мае — июле 2001 года — председатель Меджлиса. С июля 2001 года — министр иностранных дел Туркмении. С февраля 2003 года одновременно — заместитель председателя Кабинета Министров Туркмении (пост председателя Кабинета Министров по туркменской конституции занимает президент).
В марте 2005 года Мередов подвергнут критике со стороны президента Сапармурата Ниязова. После смерти Ниязова Мередов вновь занял пост вице-премьера. В феврале 2017 года, после вступления в должность избранного на следующий срок Президента Туркменистана, вновь назначен на пост эту должность. В апреле 2017 года упоминался в качестве председателя правящей Демократической партии. Сохранил должность при новом президенте Сердаре Бердымухамедове.

### Роль в конфликте Туркменистана с Беларусью
Проект строительства Гарлыкского горно-обогатительного комбината завершился конфликтом и иском Белгосхимпрома в Стокгольмский арбитраж. Долги туркменской стороны перед белорусском подрядчиком за фактически выполненные работы оценивались в $200 млн. Как главный куратор и гарант проекта в правительстве Туркменистана, Рашид Мередов принимал решение оплачивать или не оплачивать работу белорусской компании.
Туркменская сторона отказалась выполнять финансовые обязательства по контракту перед Белгорхимпрому практически с самого начала строительства: сумма долга на июнь 2018 года составляла по предварительным подсчётам $52 млн, на момент подачи искового заявления в суд — около $200 млн. После ввода 31 марта 2017 года Гарлыкского ГОК в эксплуатацию туркменская сторона на август 2019 года продолжала удерживать технику белорусских строителей стоимостью порядка $7 млн. Письменные гарантии туркменской стороны выплатить подрядчику также $ 3 млн, потраченные на торжественное открытие ГОК, были проигнорированы. Рашид Мередов продолжал обещать решить этот вопрос, но проблема неплатежей нарастала. В мае 2018 года в одностороннем порядке туркменская сторона разорвала контракт с Белгорхимпромом, который после запуска ГОК должен был устранить имеющиеся недочёты и до 2020 года гарантийно поддерживать его выход на полную производственную мощность. Аннулирование контракта остановило обучение туркменских специалистов в белорусских учебных заведениях и практику на Беларуськалии.
Такое решение властей в лице Мередова разорвать контрактные отношения с белорусским генподрядчиком привело к тому, что ГОК столкнулся с нехваткой квалифицированных кадров и не может выйти на плановые мощности добычи руды и производства удобрений.

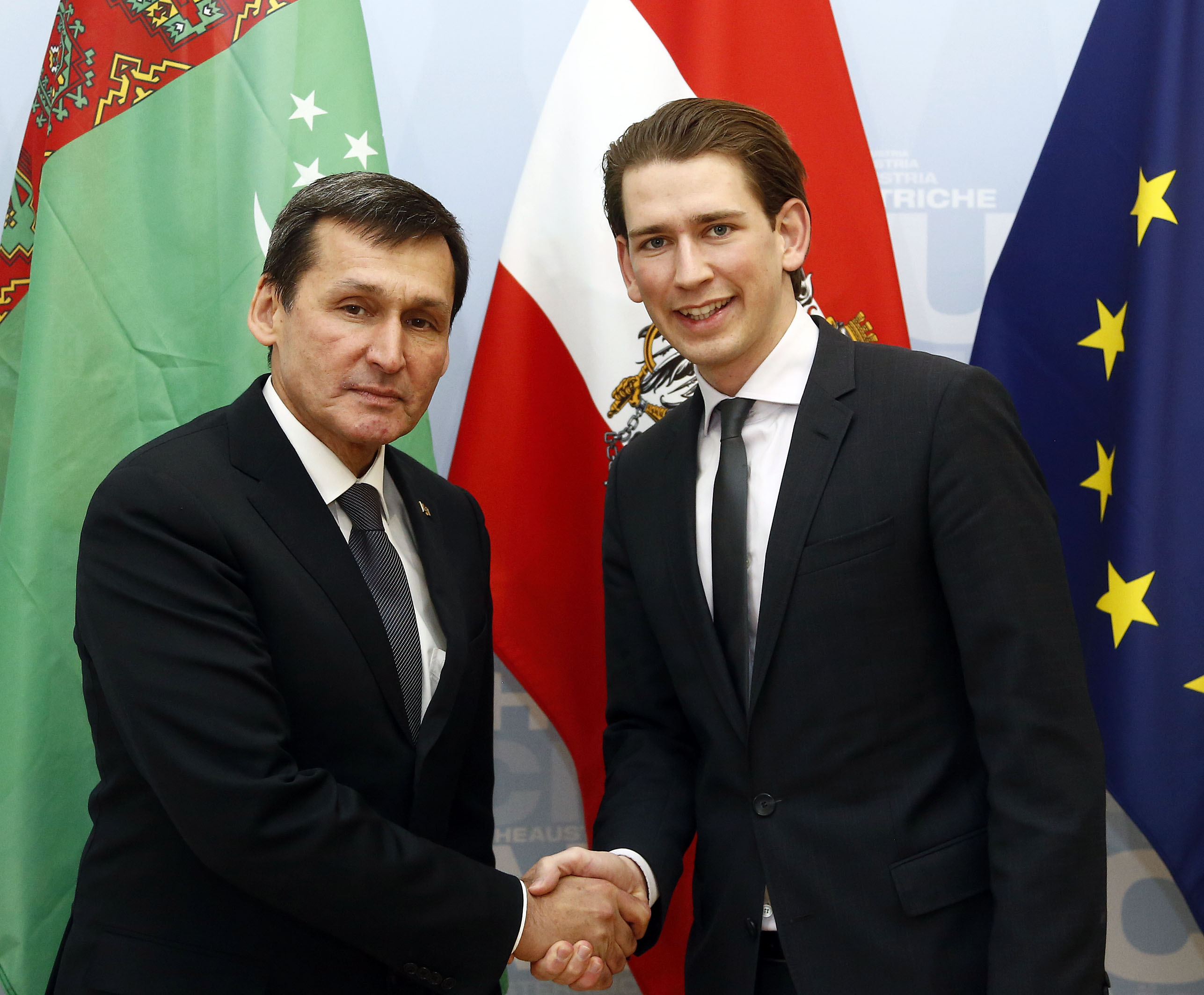
Рашид Мередов и Себастьян Курц, 2014 г.
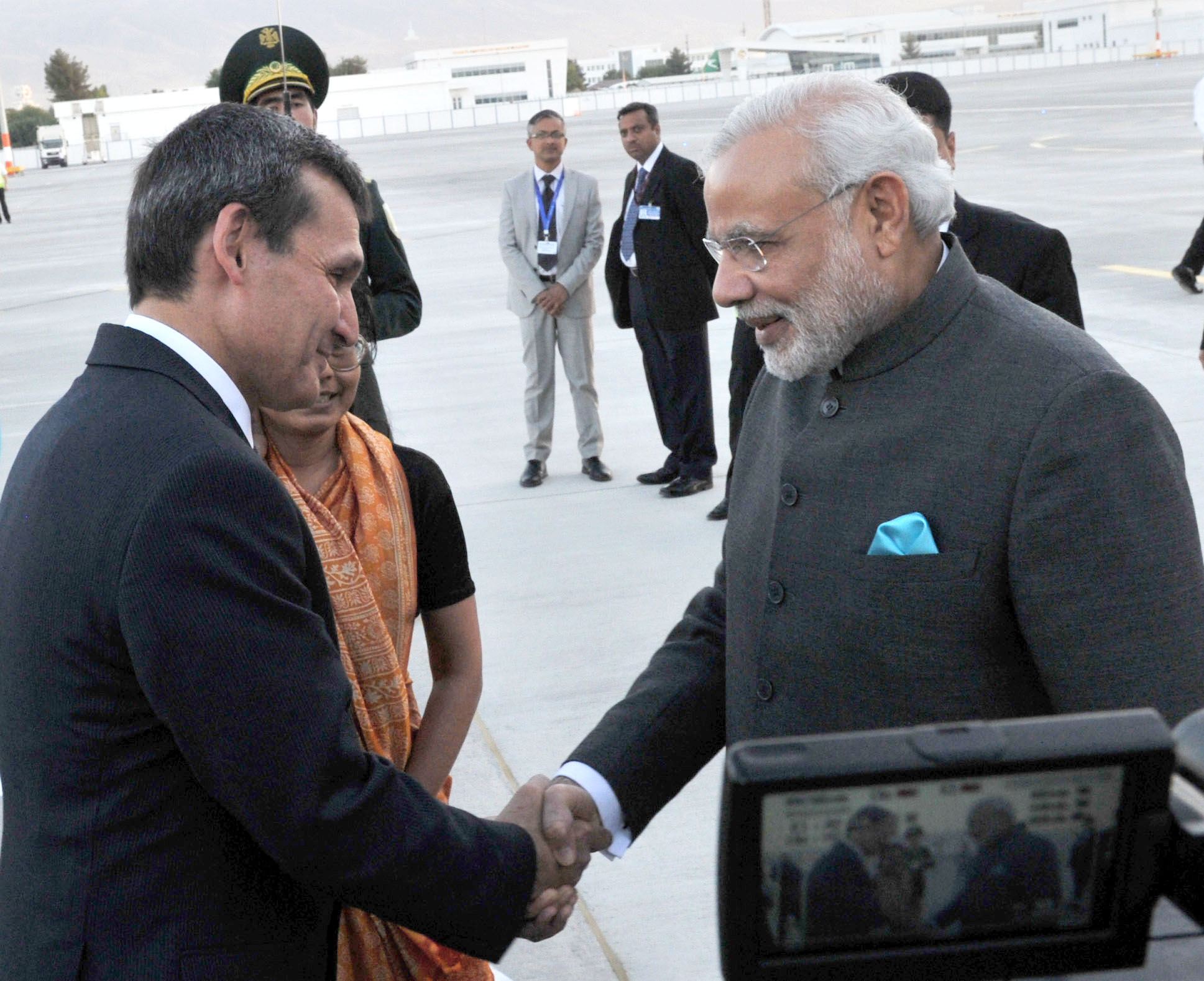
Рашид Мередов и Нарендра Моди, 2015 г.
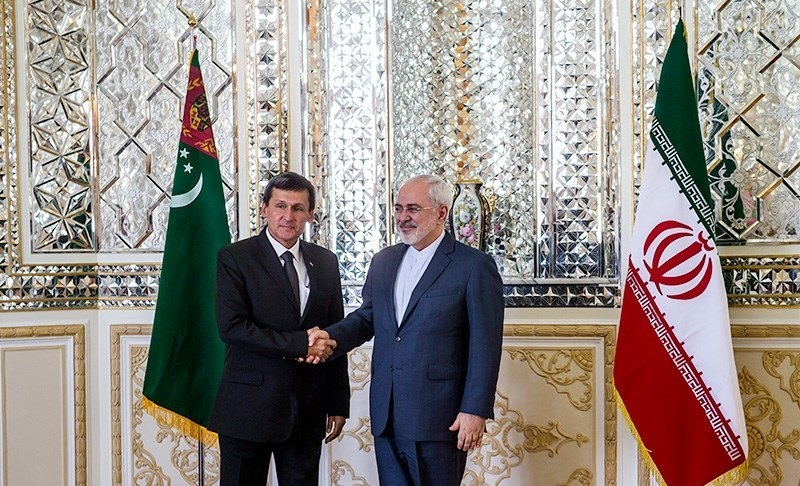
Рашид Мередов и Мохаммад Джавад Зариф, 2016 г.
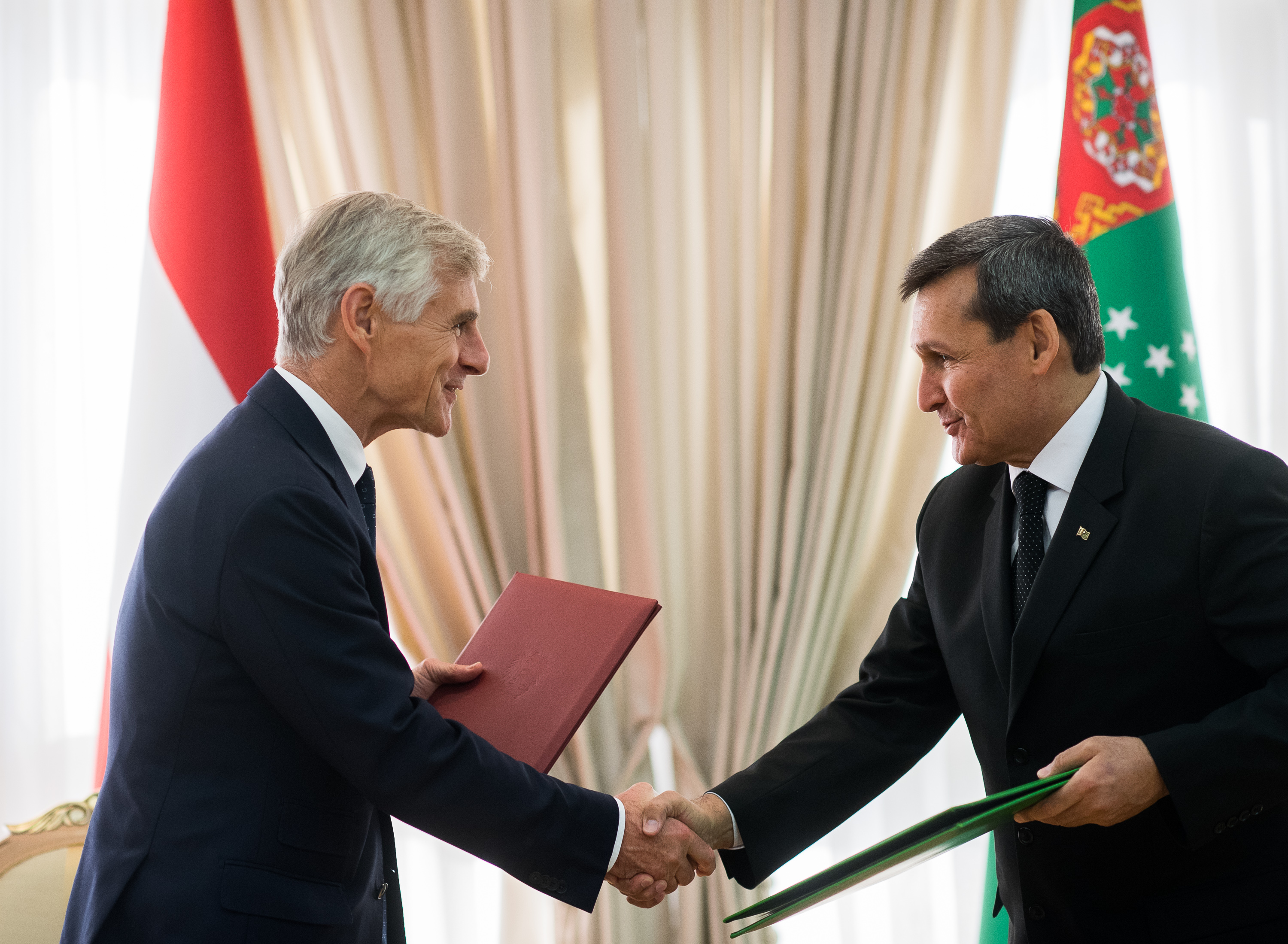
Михаэль Линхарт и Рашид Мередов, 2021 г.
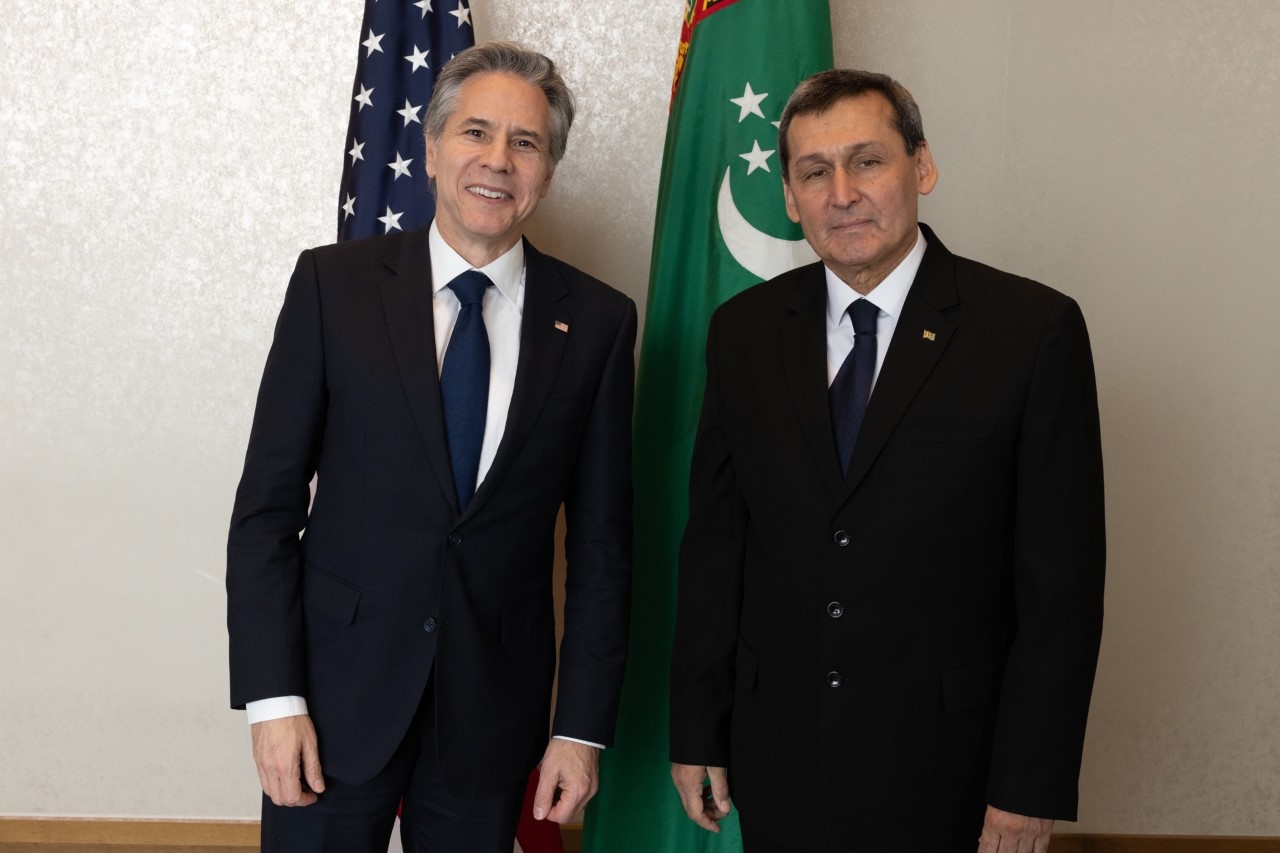
Государственный секретарь США Энтони Блинкен и Рашид Мередов, 2023 г.

## Награды

### Ордена
- Орден «Гарашсызлык»
- Орден Президента Туркменистана «Битараплык»
- Орден «Галкыныш»
- Орден «Алтын Асыр» (III степени)
- Орден «Дустлик» (август 2022 года, Узбекистан) — за большой личный вклад в развитие отношений стратегического партнёрства и многопланового сотрудничества, укрепление уз многовековой дружбы и добрососедства между Республикой Узбекистан и Туркменистаном[11]

### Медали
- Медаль «Гайрат»
- Медаль «За любовь к Отечеству»
- Медаль «20 лет Независимости Туркменистана»[12]
- Медаль «Махтумкули Фраги» (20 октября 2014)[13]
- Медаль «25 лет Нейтралитета Туркменистана» (14 декабря 2020)[14]

### Другие награды
- Памятный знак Туркменистана «Magtymguly Pyragynyň 300 ýyllygyna» (10 декабря 2024 года) — учитывая большой личный вклад в изучение в эру Возрождения новой эпохи могущественного государства творческого наследия туркменского поэта-классика Махтумкули Фраги и его популяризацию в мире, в воспитание подрастающего молодого поколения в духе почитания национальных ценностей, традиций и обычаев нашего народа, сформировавшихся на протяжении веков, в воспитание качеств патриотизма, высокой нравственности, трудолюбия, гуманизма, храбрости и мужества, а также по случаю 300-летия со дня рождения Махтумкули Фраги[15]
- Знак отличия «Искусный дипломат Туркменистана» (9 декабря 2022 года) — учитывая большие успехи в укреплении государственной независимости и нейтралитета, реализации внешнеполитического курса Туркменистана, развитии политических, культурно-гуманитарных и иных отношений страны, защите государственных интересов Туркменистана в зарубежных странах, а также многолетний добросовестный и образцовый труд в системе дипломатической службы[16]